# 浅尾リカ
浅尾 リカ（あさお りか、1987年5月3日 - ）は、日本の元AV女優。

## 略歴
初キスは中学校3年のとき同じクラスの男子と、初体験は高校2年のとき、年上の彼氏と行った。AVデビュー前の体験人数は2人。潮吹き経験はあったが初AVではAV男優のテクニックに衝撃を受けた。吹く時間は長く脱水症状になることもあるという。
2007年1月、『ビーチエンジェル 浅尾リカ』でミリオン（ケイ・エム・プロデュース）専属女優｢ミリオンエンジェル｣としてAVデビューした。スポーティーなスリムボディの彼女は、「仲の良い女ともだち」という当時あまりいない魅力を持った女優であった。5作目でセルビデオに初登場、デビューからアスリート系の爽やかなイメージの作品が多かった。デビューから1年経過した『ミスキャンパス 浅尾リカ 完全版』ではそれまでのイメージとは異なる女子大生役を演じた。その後はハードプレー作品にも出演した。2008年9月19日発売の『引退!パイパンとアナル責めに挑戦!』を最後にAV女優を引退した。
引退を決意したのは、長くできる仕事だとは考えておらず、大学で専攻している英語の勉強をもっとしたいためと語った。
竹書房の特冊新鮮組DX 2008年9月号では、袋とじが掲載された。
2008年7月24日、自身のブログにて引退を発表。引退に合わせて、『DMM DVD』2008年10月号では穂花とともに引退特集が掲載された。また、ビデオ出版の『やるCan』2008年10月号、『ベストビデオ スーパードキュメント』 2008年9月号ではビデオカタログという特集が掲載された。
趣味：料理。

## 作品

### アダルトビデオ
すべてミリオン発売
2007年
- ビーチエンジェル（1月19日）
- もしも浅尾リカが僕の彼女だったら…スポーツ万能スペシャル（2月16日）
- イカセチャレンジ 浅尾リカ（3月16日）
- 浅尾リカ 4時間 10年に1人の逸材スペシャル（4月20日）
- ミリオンでセル初超デジモ 浅尾リカ（5月18日）
- もしも浅尾リカが僕のペットだったら…（6月18日）
- ベストフレンド 4 浅尾リカ･糸矢めい（7月20日）
- ビーチエンジェル 浅尾リカ ベスト（7月27日）※総集編
- 浅尾コス 浅尾リカ（8月17日）
- 裏 浅尾リカ 4時間スペシャル（9月18日）
- 私を痴女にして下さい 浅尾リカ･乃亜（10月19日）
- リアルSEX 浅尾リカ（11月16日）
- あなたが大好き。 浅尾リカ（12月17日）

2008年
- ミスキャンパス 浅尾リカ（1月18日）
- 秘密〜2人っきりの1泊2日温泉旅行デート〜 浅尾リカ 完全版（2月18日）
- 禁断 初解禁 生中出し 浅尾リカ 完全版（3月17日）
- イカセ4時間生中出しスペシャル（4月18日）
- 超絶顔射と生中出し10連発 ☆初解禁ぶっかけ＆ごっくん＋Wイラマと6P乱交☆ 浅尾リカ（5月23日）
- 潮吹き最強 浅尾リカVS紅音ほたる（6月20日）
- 緊縛メガイカセ 浅尾リカ（7月18日）
- もしも浅尾リカが僕の奥さんだったら… アナル責めに初挑戦（8月18日）
- 引退!パイパンとアナル責めに挑戦! 浅尾リカ（9月19日）